# Hermann Haken
Hermann Haken (12 de julio de 1927 en Leipzig - 14 de agosto de 2024) es un físico teórico alemán que trabaja como profesor emérito en la Universidad de Stuttgart. Es uno de los fundadores de la teoría de la sinergética (synergetics). Tras sus estudios de matemáticas y física en Halle (Saale) y Erlangen, recibe su Ph. D. en matemáticas en la Universidad de Erlangen y posteriormente en algunas universidades de Estados Unidos. Sus investigaciones iniciales fueron sobre Óptica no lineal. Sus investigaciones en la mejora del láser hicieron que el profesor Theodore Maiman en mayo de 1960 construyera el primer láser experimental fundamentado en las teorías del termodinámica del no equilibrio. Estas investigaciones dieron lugar a un conocimiento de mejor de la autoorganización de los sistemas físicos. En 1990 recibe la Medalla Max Planck.

## Obra
Muchas de las obras y trabajos publicados por el profesor Hermann Haken están relacionados con la mecánica estadística de los sistemas complejos. Algunas de sus obras más representativas son:
- Brain Dynamics: synchronization and activity dynamics in pulse-coupled neural nets with delay and noise, Springer Verlag 2007 (Springer Series in Synergetics)
- Synergetic computers and cognition: a top down approach to neural nets, Springer, 1991, 2. Auflage 2004
- Molekülphysik und Quantenchemie – Einführung in die theoretischen und experimentellen Grundlagen, Springer 1992, 5. Auflage 2006
- Atom- und Quantenphysik: Einführung in die experimentellen und theoretischen Grundlagen, Springer, 1980, 8. Auflage  2004 (englische Ausgabe 1984)
- Information and Self-Organization: a macroscopic approach to complex systems, Springer, 3. Auflage 2006 (Springer Series in Synergetics)
- mit Günther Schiepek: Synergetik in der Psychologie: Selbstorganisation verstehen und gestalten, Göttingen, Hogrefe 2006
- Erfolgsgeheimnisse der Natur: Synergetik, die Lehre vom Zusammenwirken, DVA 1981, Ullstein 1988, Rowohlt 1995
- Die Selbststrukturierung der Materie: Synergetik in der unbelebten Welt, Vieweg 1991
- mit Maria Haken-Krell: Entstehung biologischer Information und Ordnung, Wissenschaftliche Buchgesellschaft 1995
- Synergetics: Introduction and Advanced Topics, Springer 2004 (zuerst als Advanced Synergetics:Instability Hierarchies of self organizing systems and devices, Springer, 1983)
- Synergetik, eine Einführung: Nicht-Gleichgewichts-Phasenübergänge und Selbstorganisation in Physik, Chemie und Biologie, Springer, 1977
- Herausgeber: Cooperative Phenomena, Springer 1973
- Licht und Materie, Bd.1: Elemente der Quantenoptik, 1979, 2. Auflage, Bibliographisches Institut (BI), Mannheim 1989, Bd.2: Laser, BI 1981
- Laser Theory, Springer 1984, Nachdruck aus S.Flügge (Herausgeber), Handbuch der Physik, Bd.25/2c, 1970,
- Quantenfeldtheorie des Festkörpers, Teubner 1973
- Herausgeber: Excitons at high density, Springer 1975